# Younis Mahmoud
Younis Mahmoud Khalaf  (født 2. marts 1983) er en tidligere fodboldspiller fra Irak, der spillede for det irakiske fodboldlandshold. Han spillede som angriber, indtil han stoppede karrieren i 2016.

## Landsholdskarriere
Han va anfører for Iraks fodboldlandshold og er især kendt for sit afgørende mål, da han efter 70 minutter headede bolden i mål efter et hjørnespark, så Irak vandt 1-0 over Saudi Arabien i AFC Asian Cup finalen 2007.